# Suzuki Cappuccino

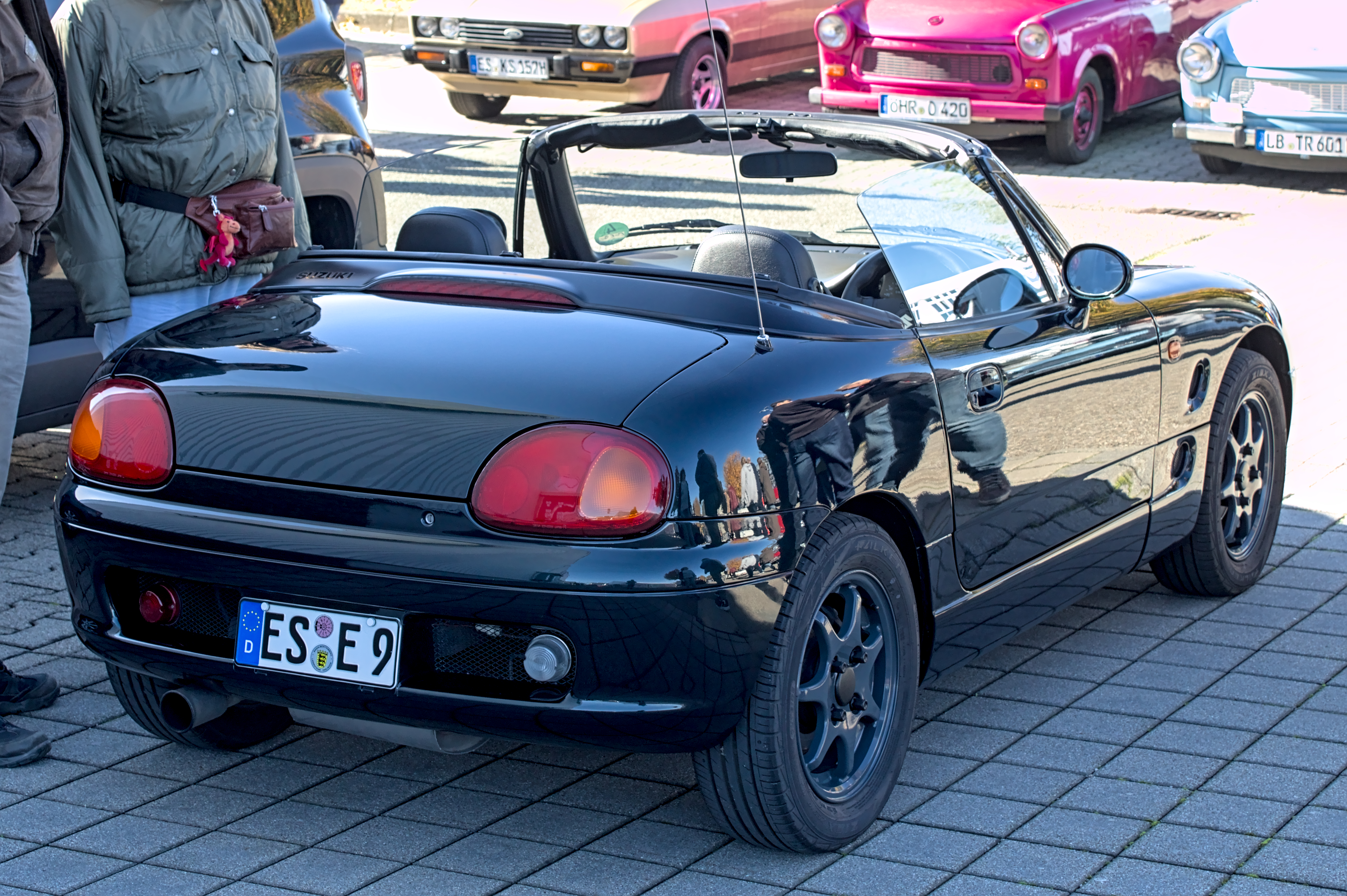

Der Suzuki Cappuccino ist ein von Suzuki in Japan von 1991 bis 1998 produzierter Roadster der Kei-Car-Klasse und wurde im Werk Kosai in Japan gebaut.
Im japanischen Kleinwagenboom der frühen 1990er Jahre war der Cappuccino ein Konkurrenzmodell zum erfolgreichen und etwa zur gleichen Zeit gebauten Honda Beat mit Mittelmotor. Der Cappuccino ist ein 3,30 m langes und 690 kg schweres Cabrio mit 4-Wege-Dach (Geschlossen, Cabrio, Targa, T-Bar-Dach) und einem 660 cm³ großen Dreizylinder-Motor mit Aluminiumgehäuse, Turbolader und Ladeluftkühler. Der kleine Roadster beschleunigt mit diesem Motor in unter acht Sekunden aus dem Stand auf 100 km/h.
Das Retro-Design gewann viele Liebhaber und war vor allem bei weiblichen Kunden ein Erfolg. Der Wagen wurde von 1992 bis 1997 etwa 27.000 mal verkauft. Ab 1995 gab es den Cappuccino dann auch mit Antiblockiersystem und Sperrdifferenzial. Offiziell 120 Fahrzeuge fanden 1994 den Weg in die Bundesrepublik. Eine limitierte Kleinserie von 200 Fahrzeugen wurde in Japan mit einem Kofferset auf dem Kofferraumdeckel und mit Holzapplikationen im Innenraum verkauft.

## Erste Vorstellung

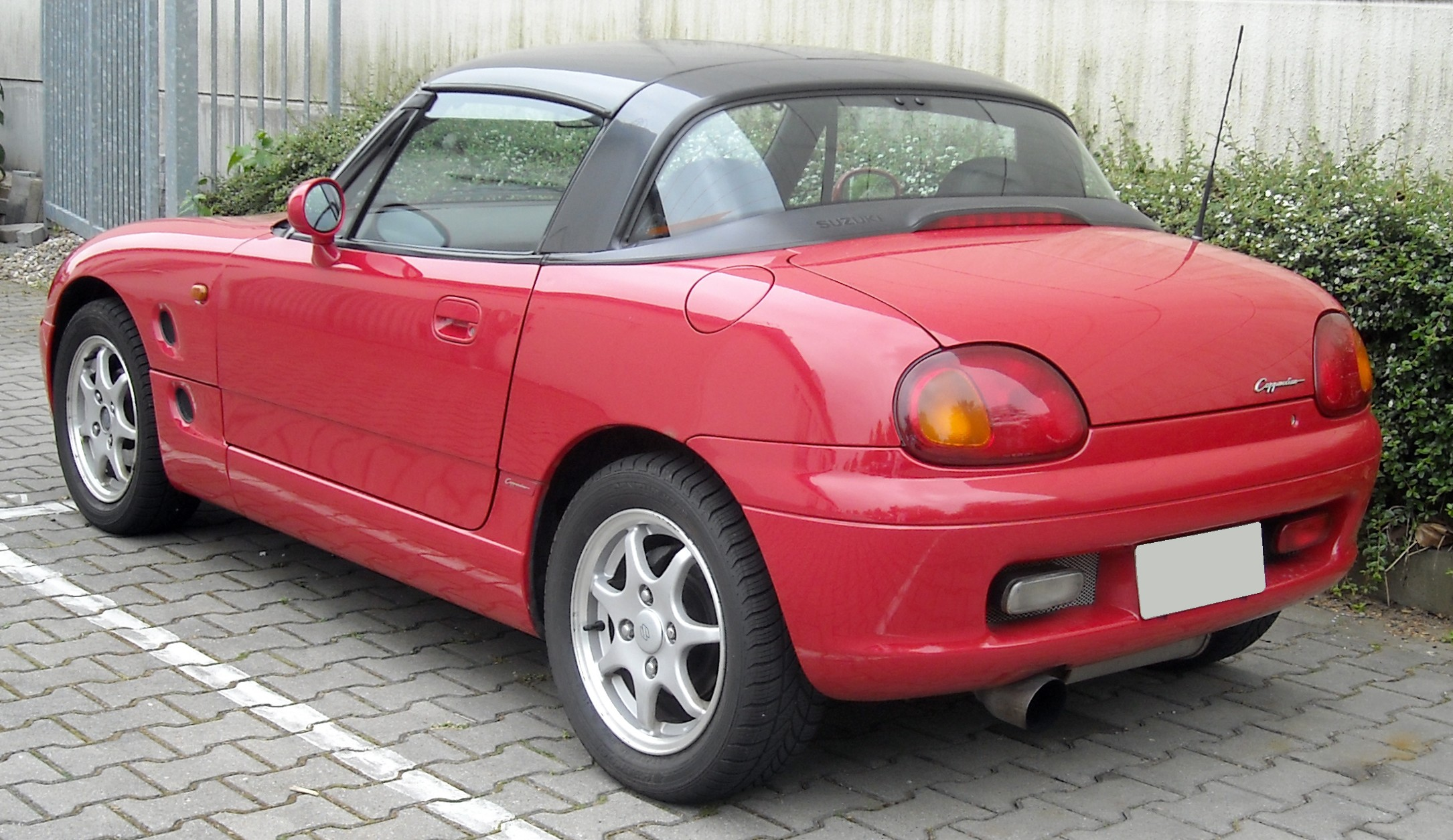
Heckansicht

Die erste offizielle Präsentation des Cappuccino als Designstudie war im Oktober 1989 auf der 28. Tokyo Motor Show. Mit dem Design und dem Konzept des flexiblem Dachaufbaus war er ein Star dieser Show. Das silbermetallic farbene Cabriolet-Coupe wurde mit einem wassergekühlten 660-cm³-Turbomotor präsentiert, der die Bezeichnung F6A trug, 12 Ventile und einen Ladeluftkühler hatte, der über dem Wasserkühler saß. Die Abmessungen unterschieden sich geringfügig vom später verkauften Modell.
Die Gesamtlänge der Designstudie betrug 3195 mm, die Breite 1395 mm und Höhe 1185 mm. Das Trockengewicht lag bei 480 kg und das maximale Drehmoment des Motors von 125 Nm bei 4000/min. Die Reifen hatten die Größe 165/65 R 14 74 H.

## Technik
Der wassergekühlte 657-cm³-Motor mit Gehäuse aus Aluminiumguss ist vorne längs im Motorraum platziert. Mit Turbolader, zwei obenliegenden Nockenwellen (DOHC) und 12 Ventilen, einer Verdichtung von 8,3:1 und einer Mehrpunkteinspritzanlage (EPI) leistete der Motor 47 kW (64 PS) bei 6500/min. Daraus ergibt sich eine Literleistung von 71,5 kW/l.
Die Kraft wird vom angeblockten 5-Gang-Getriebe am Motor über eine zweigeteilte Kardanwelle auf ein Differential an der Hinterachse und von dort über Antriebswellen auf die Hinterräder übertragen. Die Gewichtsverteilung beträgt vorne 51 % und hinten 49 %. Die Räder sind einzeln an je zwei Querlenkern geführt und durch Feder-Dämpfer-Einheiten gedämpft und gefedert. Die Verzögerung übernehmen vier innenbelüftete Scheibenbremsen.
Die Instrumente bestehen aus dem Drehzahlmesser bis 12.000/min (roter Bereich 8.500/min), Tachometer bis 140 km/h, Kühlwasserthermometer und der Kraftstoffanzeige.

## Nachfolger
Der Cappuccino hat bis heute keinen Nachfolger. 1998 wurde auf der IAA in Frankfurt zwar der C2 V8 vorgestellt, aber nie in Serie gebaut.